# Rörik Birgersson den yngre
Rörik Birgersson (Rörik Birgerssons ätt), född på 1200-talet, död efter 1322, var en svensk riddare och riksråd.

## Biografi
Rörik Birgersson (Rörik Birgerssons ätt) var son till Birger Röriksson (Rörik Birgerssons ätt) i Strand, Jäders socken i Södermanland och Ingegerd Svantepolksdotter, dotter till Svantepolk Knutsson. Han nämns första gången 1276 som riddare och var 1308 råd hos hertig Erik. Rörik Birgersson var 1310 riksråd och nämns sista gången 1322.

### Egendom
Rörik Birgerssons bodde 1289 i Uppsala stift. Han ägde jord i Siende härad i Västmanland och i Gäsene härad i Västergötland.

### Familj
Rörik Birgersson fick 1289 dispens för äktenskap med Helga Anundsdotter (vingad lilja), dotter till Anund Haraldsson (vingad lilja) och Ingeborg. Helga Anundsdotter var änka efter drotsen Magnus Ragvaldsson. Rörik Birgersson  och Helga Anundsdotter fick tillsammans barnen Margareta Röriksdottersom var gift en okänd man och riksrådet Tord Bonde, Birger Röriksson, riddaren och riksrådet Anund Röriksson (Rörik Birgerssons ätt), kaniken Folke Röriksson och Kristina Röriksdotter som var gift med en okänd riddare och Erengisl Torkelsson (båt).